# Riekoperla intermedia
Riekoperla intermedia är en bäcksländeart som beskrevs av Günther Theischinger 1985. Riekoperla intermedia ingår i släktet Riekoperla och familjen Gripopterygidae. Inga underarter finns listade i Catalogue of Life.